# Mughiphantes pyrenaeus
Mughiphantes pyrenaeus är en spindelart som först beskrevs av Denis 1953.  Mughiphantes pyrenaeus ingår i släktet Mughiphantes och familjen täckvävarspindlar.
Artens utbredningsområde är Frankrike. Inga underarter finns listade i Catalogue of Life.